# Mercedes 35 PS
Mercedes 35 PS (PS від нім. PferdeStärke — «кінська сила») — один з перших автомобілів в історії, виконаний за компонуванням, традиційним для сьогоднішніх автомобілів, розроблений в період між 1900 та 1901 роками інженером-конструктором Вільгельмом Майбахом на замовлення відомого підприємця і консула Австро-Угорщини Еміля Єллінека. Автомобіль отримав назву «Mercedes» на честь дочки Еміля. Потужність його двигуна сягала до 35 кінських сил. Автомобіль було складено на заводі у Штутгарті (Німеччина), на виробничій базі компанії «Daimler-Motoren-Gesellschaft» (DMG). Саме він став початком цілої серії автомобілів під торговою маркою «Mercedes» (офіційно зареєстрована у 1902 році), а згодом — «Mercedes-Benz».
Порівняно з попередніми роботами Майбаха і Даймлера, автомобіль «Mercedes 35 PS» мав значну кількість удосконалень: потужний (на той час) двигун, виготовлене на замовлення шасі, довгу колісну базу, сталевий кузов та безліч інших нововведень. Центр ваги автомобіля був суттєво зміщений донизу порівняно з попередником Daimler Phönix, завдяки чому покращувалася стійкість на дорозі. Спочатку модель розроблялася як перегоновий автомобіль, проте пізніше під час модернізації стала придатною для звичайних дорожніх умов (так званий «дубль фаетон»).
На думку багатьох авторів та дослідників автомобільної історії, автомобіль «Mercedes 35 PS» мав революційні для свого часу технічні рішення та вплинув на розвиток автомобільної промисловості у цілому. Стівен Бейлі, британський журналіст, історик дизайну та культуролог відзначив цю модель як таку, що «заклала фундаментальні основи архітектури автомобілів».

## Історія

### Передумови

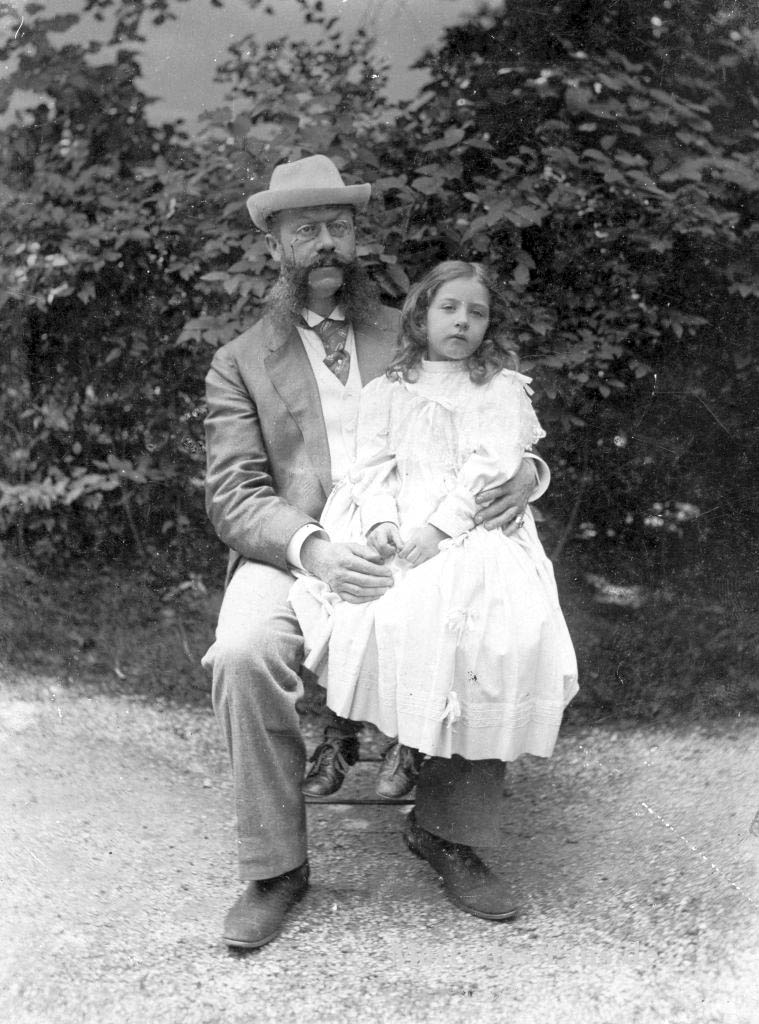
Австрійський підприємець Еміль Єллінек з дочкою Мерседес (1898)

Наприкінці 19-го століття Вільгельм Майбах разом з Готтлібом Даймлером працював над створенням двигунів внутрішнього згоряння у своїй майстерні, що розташовувалась у місті Каннштатт (неподалік від Штутгарта). У 1890 році, після низки успішних експериментів, вони заснували фірму «Daimler-Motoren-Gesellschaft», створивши міцну виробничу базу. До 1900 року Майбах обіймав пост керівника конструкторського відділу компанії. В цей час Готтліб Даймлер помер, і його син, Пауль Даймлер, зайняв місце батька поряд з Вільгельмом Майбахом.
В цей же час австрійський підприємець і автогонщик Еміль Єллінек, маючи прихильність до продукції фірми «Daimler-Motoren-Gesellschaft» і працюючи на Лазуровому березі (Французька Рив'єра) у ролі незалежного дилера автомобілів з 1897 року, придбав декілька автомобілів «Daimler Phönix» з двигуном потужністю 21 кВт для участі у перегонах в Ніцці в 1899 році. Сам Еллінек взяв собі псевдонім «Мерседес» і назвав ним свою команду, до якої увійшов працівник фірми DMG Вільгельм Бауер (англ. Wilhelm Bauer). Ці змагання нині вважаються родоначальниками торгової марки «Mercedes». Однак, автомобілі від компанії Даймлера не були настільки хорошими, щоб перемагати в швидкісних заїздах або гонках на витривалість. Саме через це Еміль постійно втручався в політику розробки моделей компанії, вимагаючи потужніших, і швидших автомобілів. Серед висунутих ним вимог було нове шасі: ширше, довше, нижчої посадки і легше за масою, а також безпечніше. «Мене не цікавить автомобіль сьогоднішній або завтрашній, я хочу автомобіль з післязавтра!» — так Єллінек описував свої вимоги до перегонового автомобіля. Ключовим поворотом у подальших відносинах між австрійцем і німецькою компанією стали перегони Ніцца—Ла-Тюрбі 30 березня 1900 року. Під час змагань водій автомобіля «Mercedes II», Вільгельм Бауер, постраждав в результаті нещасного випадку, через що першою ж реакцією компанії, впевненої у тому, що інцидент відбувся через високу потужність двигунів, стала відмова від подальшої участі в автоспорті.
Але, захоплений роботою Вільгельма і повний ентузіазму Еміль Єллінек переконав Майбаха в тому, що вина за аварію лежить на високому розташуванні центру ваги автомобіля та запропонував розробити новий гоночний автомобіль за його специфікаціями. Компанія пішла назустріч настійливим проханням австрійського підприємця. Багато в чому це стало можливим завдяки тому, що підприємство Даймлера на той час почало поступатися автовиробнику «Panhard» у Франції. Замовлення на новий перегоновий автомобіль було оформлено 2 квітня 1900 року. Еміль наполягав на тому, що форсований двигун повинен бути розроблений самим Вільгельмом у співпраці з Паулем Даймлером, сином Готліба, і має називатися «Daimler-Mercedes».

### Створення

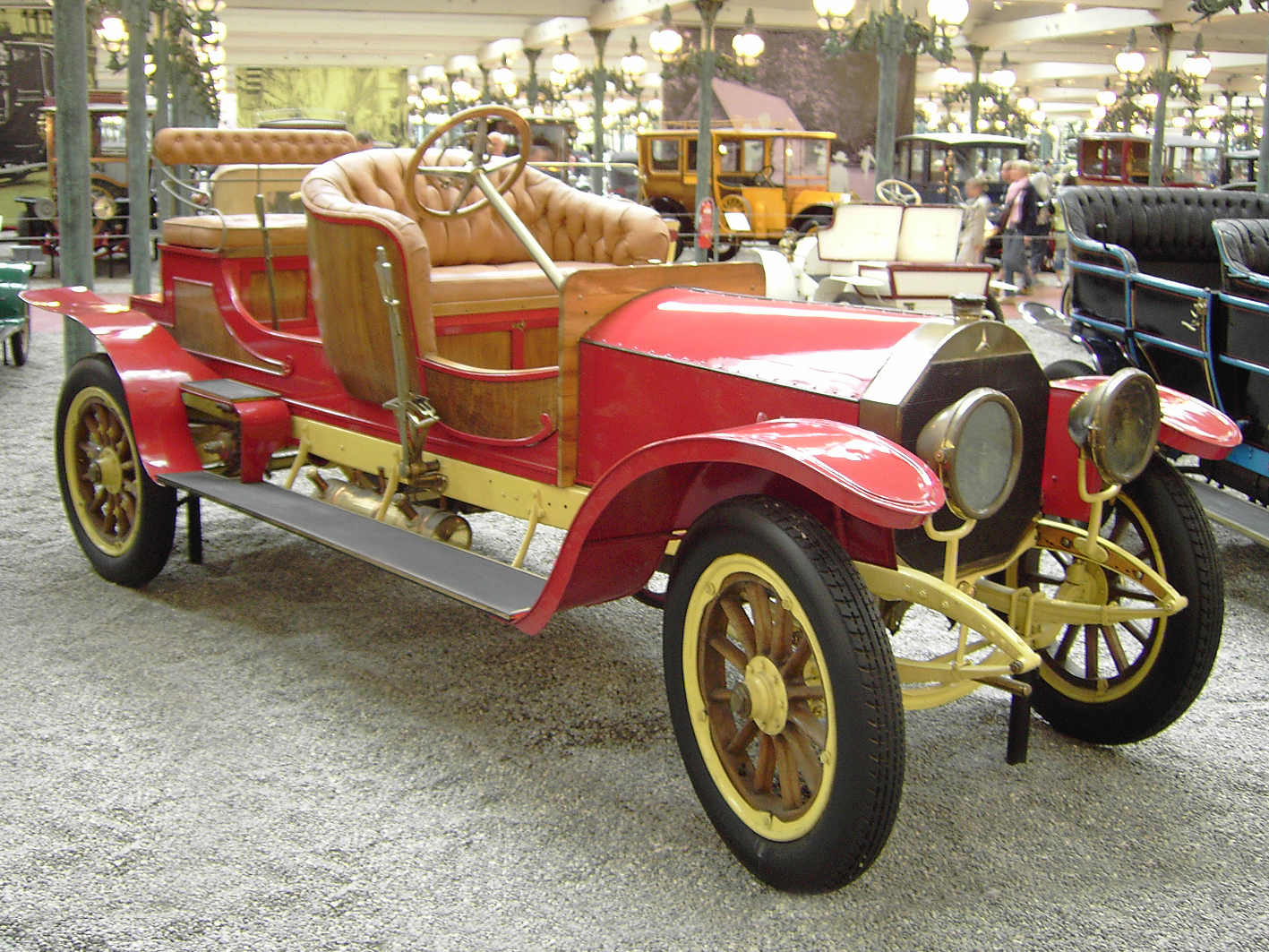
Mercedes Phaeton

Технічні вимоги Еміля стали революційними для свого часу. На відміну від попередніх поколінь автомобілів, схильних до перевертання через нестійкі вузькі та високі кузови, нова модель повинна була бути довшою, ширшою і мати низько розташований центр ваги. Крім того, кузов автомобіля мав бути виконаний з легкого матеріалу задля зменшення загальної маси. Форсований двигун, за задумом, необхідно було встановити на сильне шасі, жорстко закріпивши його ближче до землі задля опускання центру ваги. Еміль зробив замовлення на 36 автомобілів, загальна вартість якого становила 550 000 марок. Договір купівлі-продажу автомобілів та двигунів мав свою силу в тому випадку, якщо продаж двигунів під назвою «Daimler-Mercedes» здійснюватиметься самим Єллінеком. Дилер зобов'язався прийняти повну серію транспортних засобів і мав стежити за тим, щоб преса у Франції, Німеччині та Австрії повідомляла про нову модель компанії.
За період між квітнем та жовтнем 1900 року Вільгельм Майбах спроектував автомобіль «Mercedes 35 PS». Новий транспортний засіб мав довгу колісну базу, широку колію, 4-циліндровий двигун потужністю у 35 к.с. і два карбюратори. На ті часи розробка Вільгельма стала новим словом техніки. При роботі Майбах використав власні винаходи: систему охолодження і коробку передач. Вперше в історії було застосовано кулісу важеля перемикання передач. Модель, як і двигун («Daimler-Mercedes») автомобіля, назвали на честь дочки замовника по імені Мерседес. Майбах протестував новий автомобіль вперше 22 листопада 1900 року, а підприємець Єллінек отримав першу партію 22 грудня того ж року. Уже 4 січня 1901 року в автомобільному журналі «L'Automobile-Revue du Littoral» (Лазурний берег, Франція) з'явилась замітка такого змісту:

Місце, де можна познайомитися з останніми тенденціями, тепер не Париж, а Ніцца. Перший автомобіль «Mercedes», складений у майстернях міста Канштатт, щойно прибув до Ніцци, і завдяки доброті свого власника, пана Єллінека, всі наші автомобілісти змогли ознайомитися з ним. Будемо говорити прямо: Мерседес, мабуть, дуже, дуже хороший автомобіль. Ця дивовижна модель стане грізним конкурентом у гоночному сезоні 1901 року.
Оригінальний текст (фр.)
Il y a quelque chose de nouveau à voir actuellement, pas à Paris, mais à Nice. Le premier véhicule Mercedes fabriqué dans les ateliers de Cannstatt est arrivé à Nice et a été montré à tous les conducteurs grâce à la générosité de son propriétaire, M. Jellinek. Nous devons reconnaître que la voiture Mercedes est très, très intéressante. Ce véhicule remarquable sera un redoutable concurrent à l’occasion des courses de 1901.

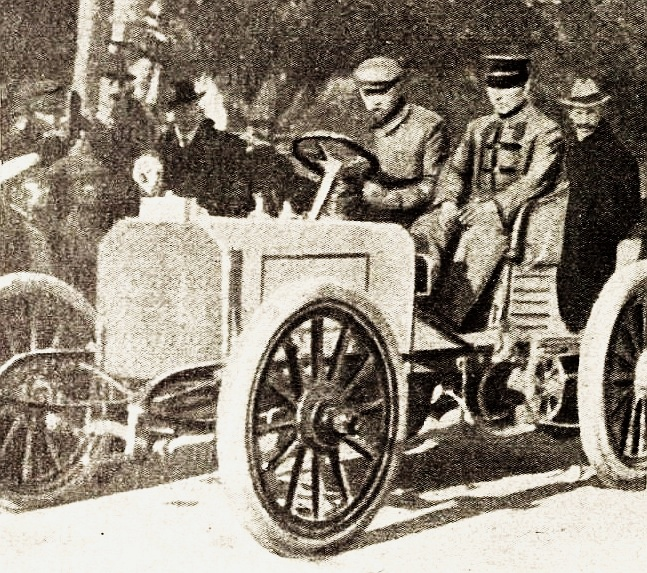
Вільгельм Вернер за кермом Mercedes 35 PS на перегонах Ніцца-Салон-Ніцца (1901)

У січні 1901 року команда Еміля протестувала 6 автомобілів на Гран-прі По, але новий перегоновий автомобіль показав невтішні результати через численні технічні проблеми та витримав лише декілька кіл. Тим не менше, у перегонах Ніцца-Ла-Тюрбі з швидкісного підйому на пагорб в березні 1901 року брав участь уже допрацьований автомобіль. За команду у заїзді виставили п'ять машин «Mercedes 35 PS», однією з яких керував відомий того часу німецький гонщик Вільгельм Вернер, який і виборов перше місце. Автомобілі домінували у змаганнях від початку і до кінця, показавши середню швидкість понад 50 км/год. Під час перегонів було досягнуто максимальної швидкості у 86 км/год. В результаті команда Еміля Єллінека привезла додому чотири нагороди за перше місце і п'ять нагород за друге місце. Автомобільний світ був так вражений результатами, що журналіст Поль Меян (англ. Paul Meyan), генеральний секретар Автомобільного клубу Франції (ACF), заявив:

Ми вступили в епоху «Мерседесів».
Оригінальний текст (фр.)
Nous sommes entrés dans l’ère Mercédès

Незабаром компанія «Daimler-Motoren-Gesellschaft» встановила на модель додатковий ряд сидінь, що уможливило застосування її у ролі сімейного автомобіля. Максимальна швидкість такої модифікації становила 75 км/год. У період із березня по серпень 1901 року фірма випустила ще дві моделі: 12/16 PS і 8/11 PS. Від багатих європейських замовників надійшло велике число замовлень на автомобіль, що остаточно переконало керівництво компанії DMG у тому, що майбутнє за автомобільною промисловістю.
«Mercedes 35 PS» став першим автомобілем, у назві якого фігурувало слово «Mercedes». Після значного успіху серії торгова марка стала використовуватись компанією для всіх автомобілів, що виготовлялись і офіційно була зареєстрована у 1902 році. На основі цієї моделі компанія «Daimler-Motoren-Gesellschaft» продовжила випускати нові версії транспортних засобів, такі як «12/16 PS» і «8/11 PS», а згодом (у 1902 році) представила повністю новий автомобіль — «Mercedes Simplex».

### Сучасність
Автомобіль «Mercedes 35 PS» можна побачити у колекції музею Мерседес-Бенц в Штутгарті (Німеччина).

## Опис

### Дизайн

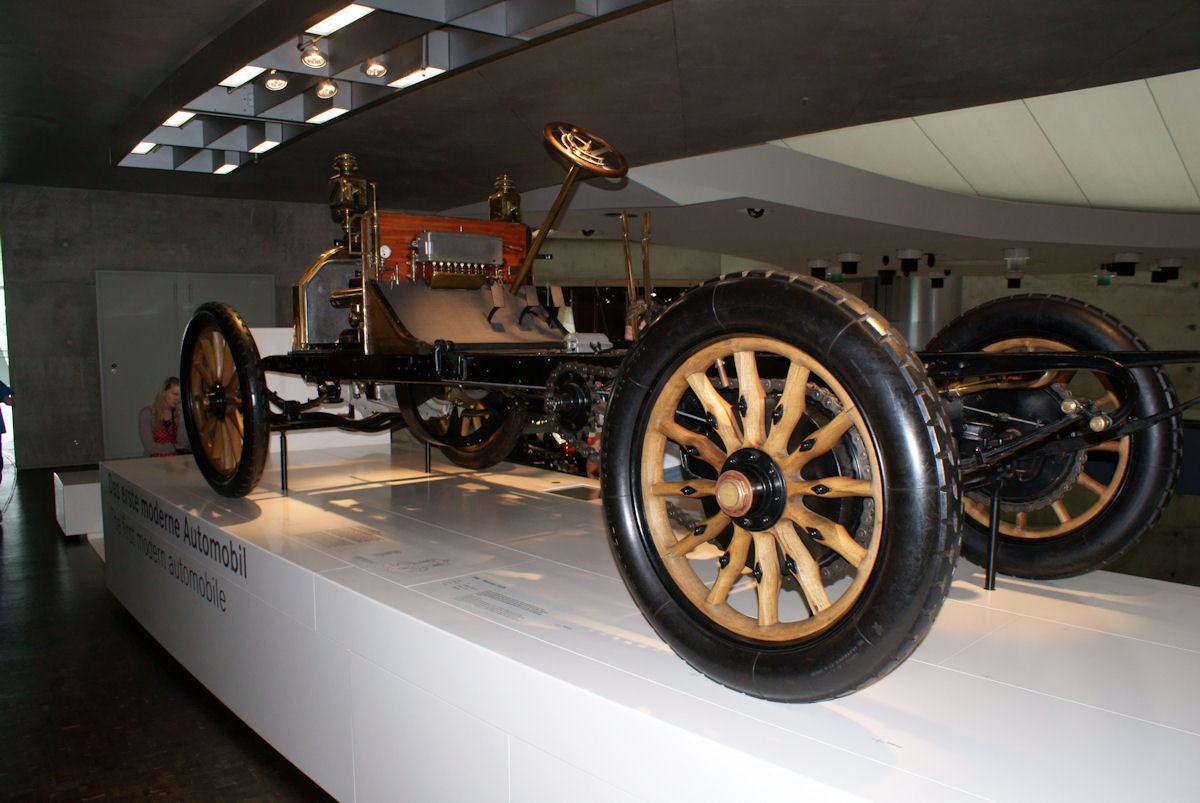
Шасі і колеса автомобіля

Зовнішній вигляд «Mercedes 35 PS» багато у чому є схожим із сучасними автомобілями і був досить інноваційним для свого часу: подовжений кузов, колеса однакового розміру на обох осях, ніздрюватий радіатор, дверні прорізи тощо. Перша версія моделі була розроблена виключно для участі у перегонах, проте згодом була дооснащена додатковим рядом сидінь та модифікаціями двигунів, що перетворило її також і на сімейний автомобіль.
Автомобіль мав велику для того часу колісну базу 2245 мм. Повна маса моделі була 1200 кг, що досягалось завдяки виготовленню основної рами із штампованої сталі.

### Шасі

#### Підвіска
Рама автомобіля була виконана з ретельно виготовлених штамованих сталевих профілів U-подібного переретину. Підвіска передніх і задніх коліс являла собою жорстку вісь. І спереду і ззаду встановлювалися напівеліптичні пружини. Двигун за рішенням Майбаха встановлювався не в підрамнику шасі, як це зазвичай робили на той час, а кріпився болтами до бокових елементів звуженої передньої секції рами. Ведучими колесами виступали задні і приводились у рух роликовою ланцюговою передачею. Рульова колонка була нахилена назад, що вирізняло модель від багатьох автомобілів того часу.

#### Трансмісія

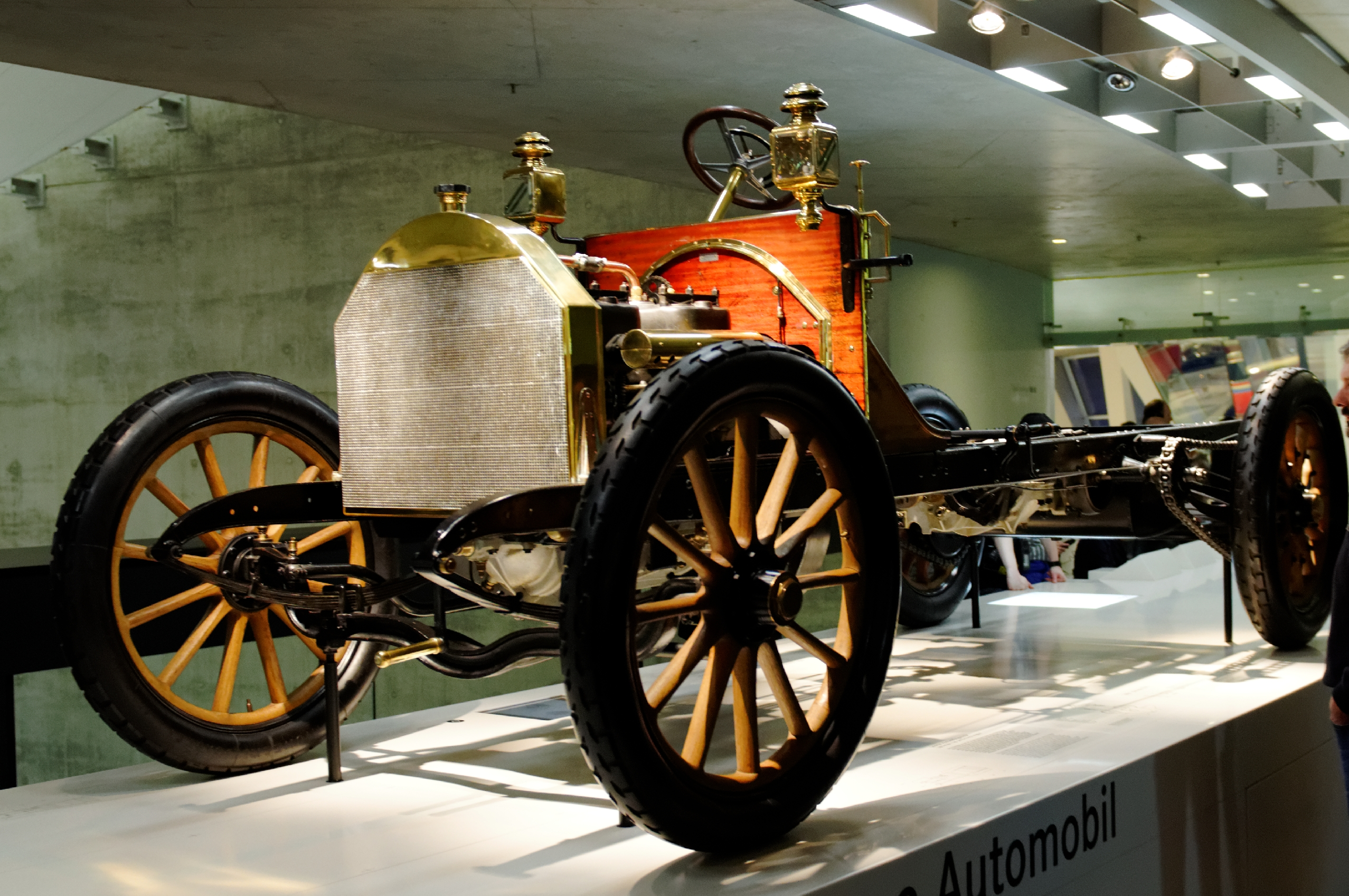
Сотовий радіатор «Mercedes 35 PS»

Автомобіль оснащувався механічною коробкою перемикання передач, що була розташована з правого боку від водія. Коробка передач мала чотири ступені і передачу заднього ходу. Перемикання здійснювалося коливним важелем в кулісі. Муфта зчеплення барабанного типу кріпилась на маховику двигуна.
Незважаючи на велику кількість нововведень, головна передача залишалася ланцюговою. Максимальна швидкість моделі становила 70-75 км/год.. Основні підшипники виготовлялись з магналію (алюмінієвий сплав з 5 % магнію).

#### Гальмівна система
В автомобілі було дві гальмівні системи, одна керувалась рукою, а друга — ножна. Основним гальмом було ручне гальмо, яке діяло на задні колеса з гальмівними барабанами діаметром 30 см. Вторинне, ножне гальмо, діяло на проміжний вал ланцюгової передачі та мало водяне охолодження.

#### Колеса і шини
На двох осях автомобіля встановлювались 4 колеса практично однакового розміру, що відрізняло його від першої розрбки Карла Бенца. Колеса відповідали за дизайном духу того часу і оснащались армованими дерев'яними спицями (12 штук на колесо) і сталевими незнімними дисками. Розмір пневматичних шин спереду становив 910 (висота) х 90 (ширина) мм, задніх — 1020×120 мм відповідно.

### Двигун

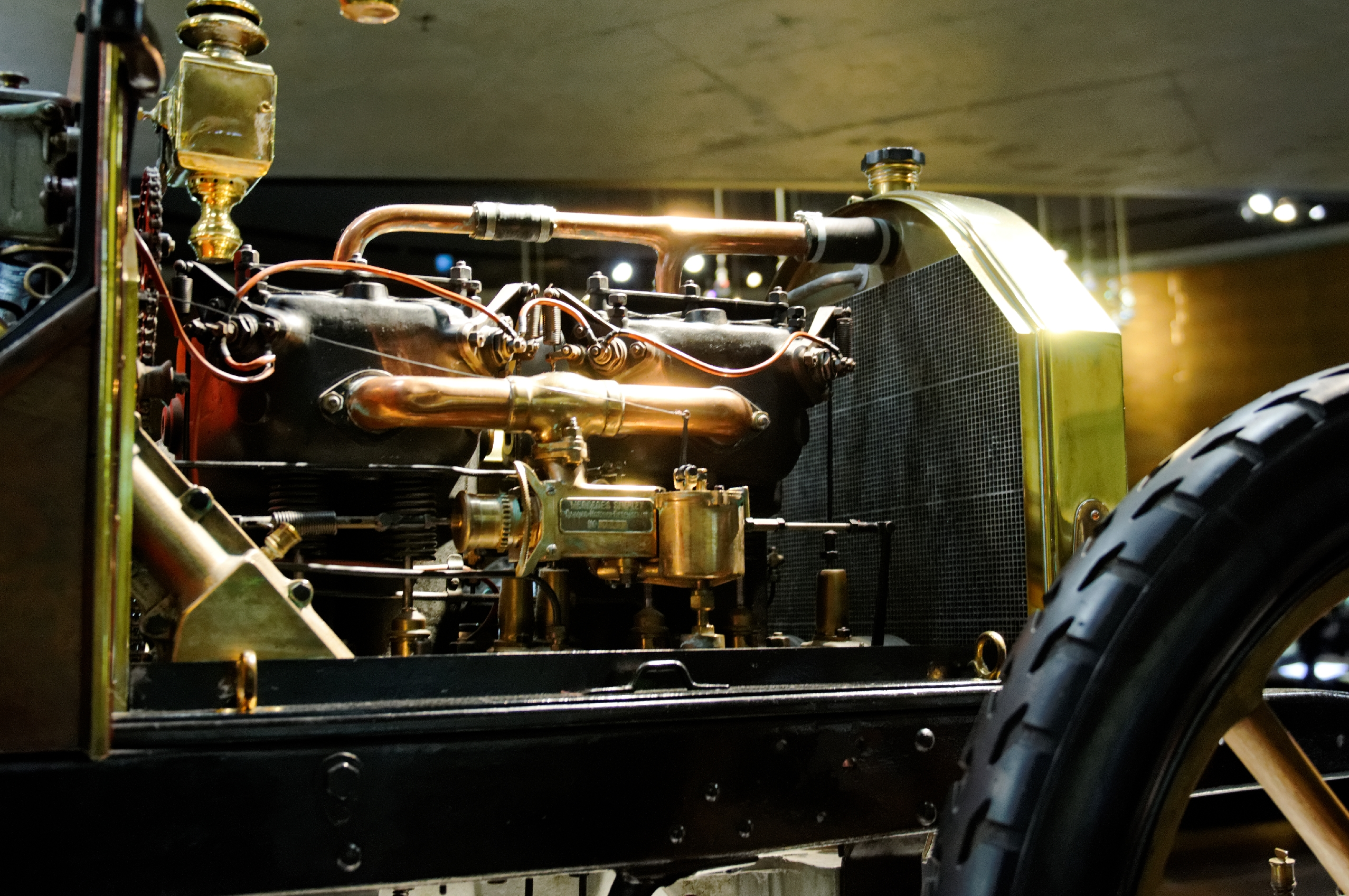
Двигун у репродукції, Музей Мерседес-Бенц

Силовий агрегат «Mercedes 35 PS» являв собою двоблочний нижньоклапанний чотиритактний рядний двигун з вертикальним розташуванням 4-х циліндрів з легких сплавів і механічно керованими впускними клапанами. В автомобілі він розташовувався поздовжньо у передній частині кузова. Діаметр циліндрів становив 140 мм, хід поршня — 116 мм. Картер виготовлявся з алюмінієвого сплаву. Робочий об'єм становив 5913 кубічних сантиметрів. Впускні і випускні клапани відкривались двома розподільними валами, розташованими по боках двигуна. Загальна маса двигуна становила близько 230 кг. Паливна система спочатку базувалась на двох карбюраторах, оснащених розпилювальним соплом, а пізніше — на карбюраторах поршневого типу. Система охолодження мала водяну помпу. На автомобілі було встановлено сотовий радіатор конструкції Майбаха, запатентований ще у 1897 році. Його прямокутна решітка, складалась з 8070 трубок квадратного поперечного перетину 6×6 мм, збільшувала приплив свіжого повітря і вміщала 9 літрів води. Для забезпечення додаткового припливу повітря застосовувався вентилятор, розташований позаду радіатора. Водою охолоджувалось і трансмісійне стрічкове гальмо. Паливний бак розташовувався перед задньою віссю.
Потужність двигуна становила 35 к.с. (26 кВт) і передавалась на задні колеса великим роликовим ланцюгом. Оберти двигуна коливались від 300 до 1000 обертів на хвилину. Швидкість автомобіля регулювалася водієм за допомогою важеля на кермовому колесі.